# Powiat Tomata
Powiat Tomata (jap. 苫田郡 Tomata-gun) – powiat w Japonii, w prefekturze Okayama. W 2024 roku liczył 11 611 mieszkańców.

## Miejscowości
- Kagamino